# Norma Fontenla
Norma Fontenla (Argentina, 28 de juny de 1930 - 10 d'octubre de 1971) fou una primaballerina de ballet argentina, morta tràgicament en un accident aeri. La ballarina va pertànyer al ballet estable del Teatro Colón de Buenos Aires, sent contemporània d'altres importants ballarines, com ara Olga Ferri, Esmeralda Agoglia, Maria Ruanova i Violeta Janeiro.

## Biografia
Va començar els seus estudis en el Conservatori Nacional de Música i Art Escènic, i posteriorment a l'Escola de Ball del Teatro Colón, ambdós a la ciutat de Buenos Aires. Va ser alumne de Michel Borowski, Esmée Bulnes, Jorge Tomín i Gloria Kazda. Les seves excepcionals condicions la van convertir en primera ballarina del cos de ball estable del teatre l'any 1961. En la seva trajectòria va rebre els coneixements de coreògrafs de fama mundial, sent considerada etoile (estel) pels seus admiradors i públic internacional.
Va actuar en el ballet de Rio de Janeiro, Brasil, i amb aquest cos de ball va efectuar una important gira per Europa incloent-hi espectacles en teatres i presentacions en televisió.
En el paper de primera ballarina del Colón va treballar, amb èxit notable, en diverses representacions en diverses ciutats europees.
Una gran aportació a la seva carrera i trajectòria va ser la d'haver acompanyat, l'any 1967, a la famosa parella de Margot Fonteyn i Rudolf Nuréiev en el ballet Giselle.
També va ser destacable la seva participació en 1968 en el Festival Mundial de la Dansa de París, on va obtenir el premi a la millor ballarina argentina, que li va ser atorgat per la revista especialitzada Opus International.
En 1969 va inaugurar com a artista convidada la temporada oficial del Teatre Municipal de Santiago de Xile, on va rebre calorosos aplaudiments del públic. Durant l'any següent va fer nombroses gires per l'interior de la República Argentina al capdavant d'un ballet de cambra.
En 1971 Rudolf Nuréiev la va triar per a la representació al Teatro Colón de El Trencanous, de Txaikowski, però una lesió va impedir que Norma participés en la representació, sent substituïda per Olga Ferri.
Posteriorment va efectuar reeixits espectacles de dansa i presentacions per televisió, juntament amb Rudolf Nuréiev i José Neglia.
Amb el seu company José Neglia, ballarí principal del Teatro Colón, es van esforçar per aconseguir fer arribar la dansa clàssica a alts nivells de popularitat al seu país.

## Mort
El 10 d'octubre de 1971 l'aeronau, un aerotaxi Beechcraft Queen Air amb registre LV-JOC, en la qual es traslladava juntament amb el cos estable del Teatro Colón es va precipitar a les aigües del Riu de la Plata. Es tractava d'un viatge des de l'Aeroparque (Aeroparque Internacional Jorge Newbery) de Buenos Aires a la ciutat de Trelew, de la província de Chubut, Argentina, per a una presentació en el Teatre Espanyol d'aquella ciutat. Un dels dos motors de l'aparell va fallar, segons va informar el pilot al controlador, i es va precipitar a l'aigua mentre intentava retornar a l'aeroport. Com a conseqüència de l'accident, van morir tots els ocupants de l'avió, passatgers i l'únic tripulant, el pilot Orlando Galotine. En record de les víctimes, a l'Argentina es va instituir el 10 d'octubre com el dia Nacional de la Dansa.
Entre els que van perdre la vida en aquell accident, es pot destacar als següents components del ballet del Teatro Colón: José Neglia (primer ballarí), Antonio Zambrana, Carlos Santamarina, Carlos Schiaffino, Margarita Fernández, Martha Raspanti, Rubén Estanga i Sara Bochkovsky.

## Homenatge en Plaza Lavalle
A pocs metres de la cantonada de Tucumán i Libertad, a prop del Teatro Colón, es pot contemplar la Font dels Ballarins, el monument que evoca la memòria de tots els que van morir a l'accident. L'escultura és obra de Carlos de la Cárcova i representa als ballarins Norma Fontenla i José Neglia. La font és obra de l'arquitecte Ezequiel Cerrato.